# Marujupu Peak
Marujupu Peak är en bergstopp i Antarktis. Den ligger i Västantarktis. Inget land gör anspråk på området. Toppen på Marujupu Peak är 551 meter över havet, eller 138 meter över den omgivande terrängen. Bredden vid basen är 2,6 km.
Terrängen runt Marujupu Peak är kuperad åt nordost, men åt sydväst är den platt. Trakten är obefolkad. Det finns inga samhällen i närheten. 